# Pulchromyces fimicola
Pulchromyces fimicola är en svampart som först beskrevs av V. Dring, och fick sitt nu gällande namn av Hennebert 1973. Pulchromyces fimicola ingår i släktet Pulchromyces, divisionen sporsäcksvampar och riket svampar.   Inga underarter finns listade i Catalogue of Life.